# C/1930 F1 (Wilk)
C/1930 F1 (Wilk) – kometa długookresowa w Układzie Słonecznym.

## Odkrycie
Kometa została odkryta w 1930 roku przez polskiego astronoma Antoniego Wilka w Krakowie. W nazwie znajduje się zatem nazwisko jej odkrywcy.

## Orbita komety i właściwości fizyczne
Orbita komety C/1930 F1 (Wilk) ma kształt bardzo wydłużonej elipsy o mimośrodzie 0,992. Jej peryhelium znajduje się w odległości 0,48 au od Słońca, a nachylenie do ekliptyki to wartość 67,14˚.
Jądro tej komety ma rozmiary kilku-kilkunastu km.